# Explosive Car Tuning
Explosive Car Tuning is een serie cd's gemixt met voornamelijk de volgende muziekstijlen hardstyle, hardtrance en hardcore house. De serie telt een kleine dertig delen en het eerste uit de serie werd in 2003 geproduceerd. Bekende hardstyle-artiesten als Zany, Deepack, Technoboy en Headhunterz komen op de cd's voor. De naam is afgeleid van een beurs waar getunede auto's aan het publiek getoond werden. Ook worden er feesten onder deze naam georganiseerd.